# 町田英夫
町田 英夫（まちだ ひでお、1942年（昭和17年）3月29日 - ）は、日本の政治家。元埼玉県幸手市長（2期）。

## 来歴
埼玉県出身。埼玉県立杉戸農業高等学校卒。卒業後は久喜町（現・久喜市）役場に入る。久喜市水道部長を務めていた2003年に幸手市長増田実は茨城県猿島郡五霞町との合併を目指していた。しかし、同市は五霞町より、同県の久喜市との合併を望む声があり、市議会では久喜市と鷲宮町との合併を優先する決議案が可決された。そのため、久喜市と鷲宮町との合併を望む市民団体から増田に対する解職請求が起こり、住民投票を前に増田は市長を辞職。町田は出直し市長選挙に県内合併を望む市民から要請を受け、立候補した。選挙の結果、当選し、五霞町との合併は白紙となった。幸手市は久喜市と鷲宮町との合併協議会に参加することとなった。翌年、3市町の合併協議会は合併後の市名を「桜宮市」とすることで合意したが、この市名に久喜市が反発。住民投票の結果、幸手市では賛成が上回ったが、久喜市では反対が上回り、合併協議は白紙となった。2007年の市長選挙では前市長の増田らを破って再選。同年暮れ、幸手市は久喜市、鷲宮町、栗橋町、南埼玉郡菖蒲町との合併協議会に加わる意向を示した。協議会は幸手市議会の承認が参加条件としたため、幸手市は合併特例法の期限である2010年3月までに手続きが間に合わないとしてこれを拒否した。このため、幸手市はどことも合併せず単独で存続することとなった。町田は2011年の市長選挙にも立候補したが、元幸手市議の渡辺邦夫に敗れた。